# Anabel Medina
Anabel Medina Ventura (ur. 15 grudnia 1996) – dominikańska lekkoatletka specjalizująca się w biegach sprinterskich.
W 2018 zdobyła brązowy medal igrzysk Ameryki Środkowej i Karaibów w sztafecie 4 × 100 metrów. W 2021 wystartowała na igrzyskach olimpijskich w Tokio, zdobywając srebro w sztafecie mieszanej 4 × 400 metrów.
Złota medalistka mistrzostw Dominikany.

## Osiągnięcia
| Rok  | Impreza                                     | Miejsce      | Konkurencja                      | Lokata     | Wynik   |
| ---- | ------------------------------------------- | ------------ | -------------------------------- | ---------- | ------- |
| 2014 | Mistrzostwa Ameryki Śr. i Karaibów juniorów | Morelia      | sztafeta 4 × 400 metrów          | 3. miejsce | 3:54,26 |
| 2017 | Uniwersjada                                 | Tajpej       | bieg na 200 metrów               | półfinał   | 24,47   |
| 2017 | Uniwersjada                                 | Tajpej       | sztafeta 4 × 100 metrów          | eliminacje | DQ      |
| 2018 | Igrzyska Ameryki Środkowej i Karaibów       | Barranquilla | sztafeta 4 × 100 metrów          | 3. miejsce | 43,68   |
| 2018 | Igrzyska Ameryki Środkowej i Karaibów       | Barranquilla | sztafeta 4 × 400 metrów          | 4. miejsce | 3:33,64 |
| 2021 | World Athletics Relays                      | Chorzów      | sztafeta mieszana 4 × 400 metrów | 3. miejsce | 3:17,58 |
| 2021 | Igrzyska olimpijskie                        | Tokio        | sztafeta mieszana 4 × 400 metrów | 2. miejsce | 3:10,21 |
| 2022 | Mistrzostwa ibero-amerykańskie              | La Nucia     | sztafeta 4 × 100 metrów          | 1. miejsce | 43,81   |
| 2022 | Igrzyska boliwaryjskie                      | Valledupar   | bieg na 200 metrów               | 4. miejsce | 23,50   |
| 2022 | Igrzyska boliwaryjskie                      | Valledupar   | sztafeta 4 × 400 metrów          | 4. miejsce | 3:37,89 |
| 2023 | Igrzyska Ameryki Środkowej i Karaibów       | San Salvador | sztafeta 4 × 100 metrów          | 3. miejsce | 43,45   |
| 2023 | Igrzyska Ameryki Środkowej i Karaibów       | San Salvador | sztafeta 4 × 400 metrów          | 2. miejsce | 3:27,84 |
| 2023 | Igrzyska panamerykańskie                    | Santiago     | bieg na 400 metrów               | eliminacje | DSQ     |
| 2023 | Igrzyska panamerykańskie                    | Santiago     | sztafeta 4 × 100 metrów          | 3. miejsce | 44,32   |
| 2023 | Igrzyska panamerykańskie                    | Santiago     | sztafeta 4 × 400 metrów          | 2. miejsce | 3:34,27 |
| 2023 | Igrzyska panamerykańskie                    | Santiago     | sztafeta mieszana 4 × 400 metrów | 1. miejsce | 3:16,05 |
| 2024 | Mistrzostwa ibero-amerykańskie              | Cuiabá       | bieg na 400 metrów               | 2. miejsce | 51,35   |
| 2024 | World Athletics Relays                      | Nassau       | sztafeta mieszana 4 × 400 metrów | 5. miejsce | 3:16,68 |
| 2024 | Igrzyska olimpijskie                        | Paryż        | sztafeta mieszana 4 × 400 metrów | eliminacje | 3:18,39 |

## Rekordy życiowe
- Bieg na 200 metrów – 23,36 (2017)
- Bieg na 400 metrów – 51,35 (2024)

31 lipca 2021 w Paryżu dominikańska sztafeta mieszana 4 × 400 metrów z Mediną na trzeciej zmianie wynikiem 3:10,21 ustanowiła aktualny rekord kraju w tej konkurencji.
7 lipca 2023 w San Salvadorze dominikańska sztafeta 4 × 400 metrów z Mediną na drugiej zmianie wynikiem 3:27,84 ustanowiła aktualny rekord kraju w tej konkurencji.